# Lonchotus mohelicus
Lonchotus mohelicus är en skalbaggsart som beskrevs av Renaud Maurice Adrien Paulian 1960. Lonchotus mohelicus ingår i släktet Lonchotus och familjen Dynastidae. Inga underarter finns listade i Catalogue of Life.